# 垂死狮子像

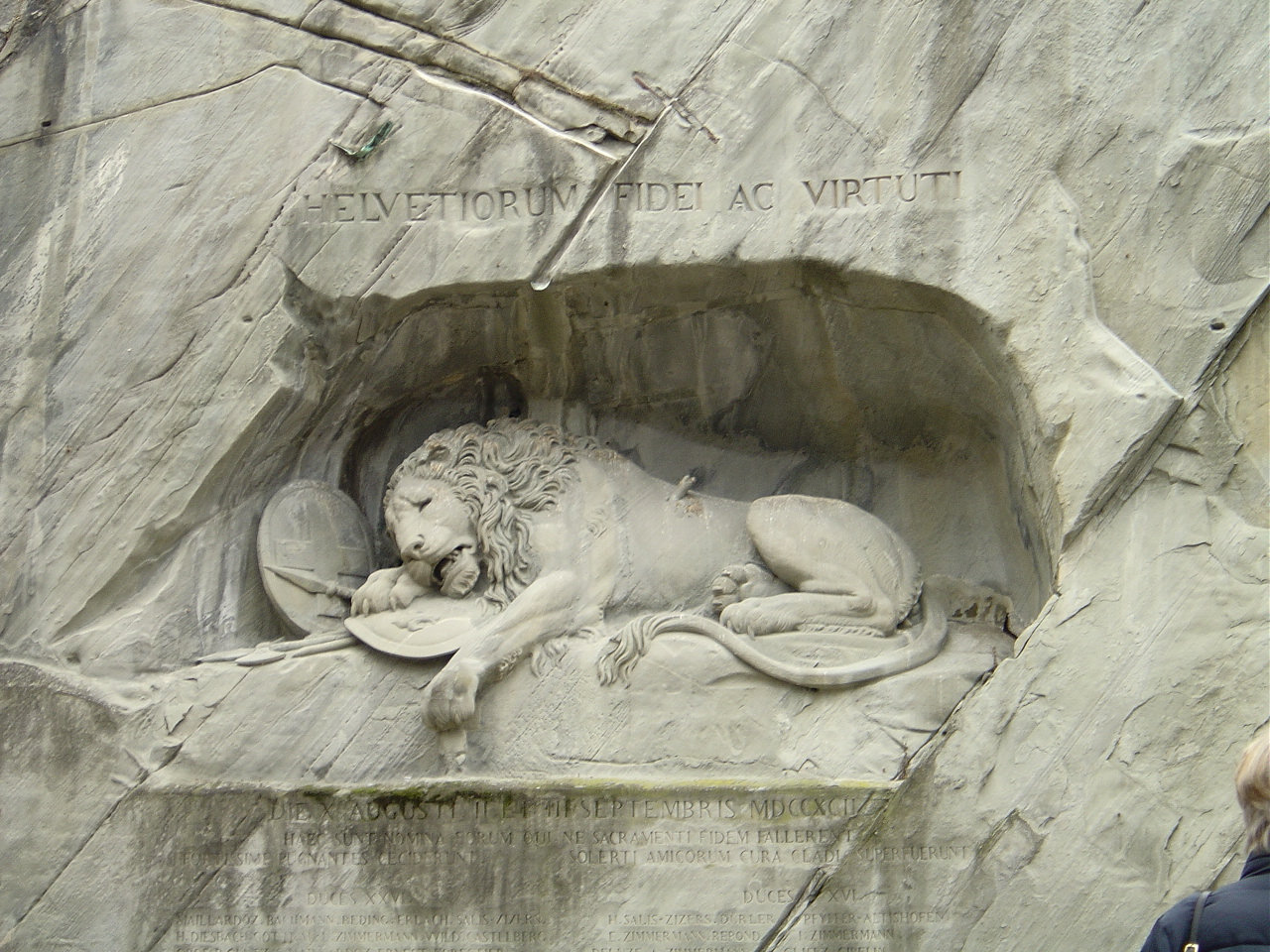
垂死獅子像

垂死狮子像（德語：Löwendenkmal）是位于瑞士城市卢塞恩的一座负伤狮子的雕像。这座雕像由丹麦雕塑家巴特尔·托瓦尔森设计，用以纪念1792年8月10日在保卫巴黎杜伊勒里宫的战斗中作战的1100多名瑞士雇佣兵。
石像的大小为10米×6米。狮子右前爪的两面盾牌上分别有象征瑞士的十字徽章和法国王室的香根鸢尾。在石像的上方刻有拉丁文“HELVETIORUM FIDEI AC VIRTUTI”，意为“献给瑞士人的忠诚和勇敢”。下方刻字的第一行是“DIE X AUGUSTI II ET III SEPTEMBRIS MDCCXCII”，表示惨剧发生的时间：1792年8月10日和9月2日、3日。石像前方有一小湖，湖面上映着石像的倒影。
马克·吐温对这座石像评价很高，称之为「世界上最令人悲伤和感动的石像」。

## 背景

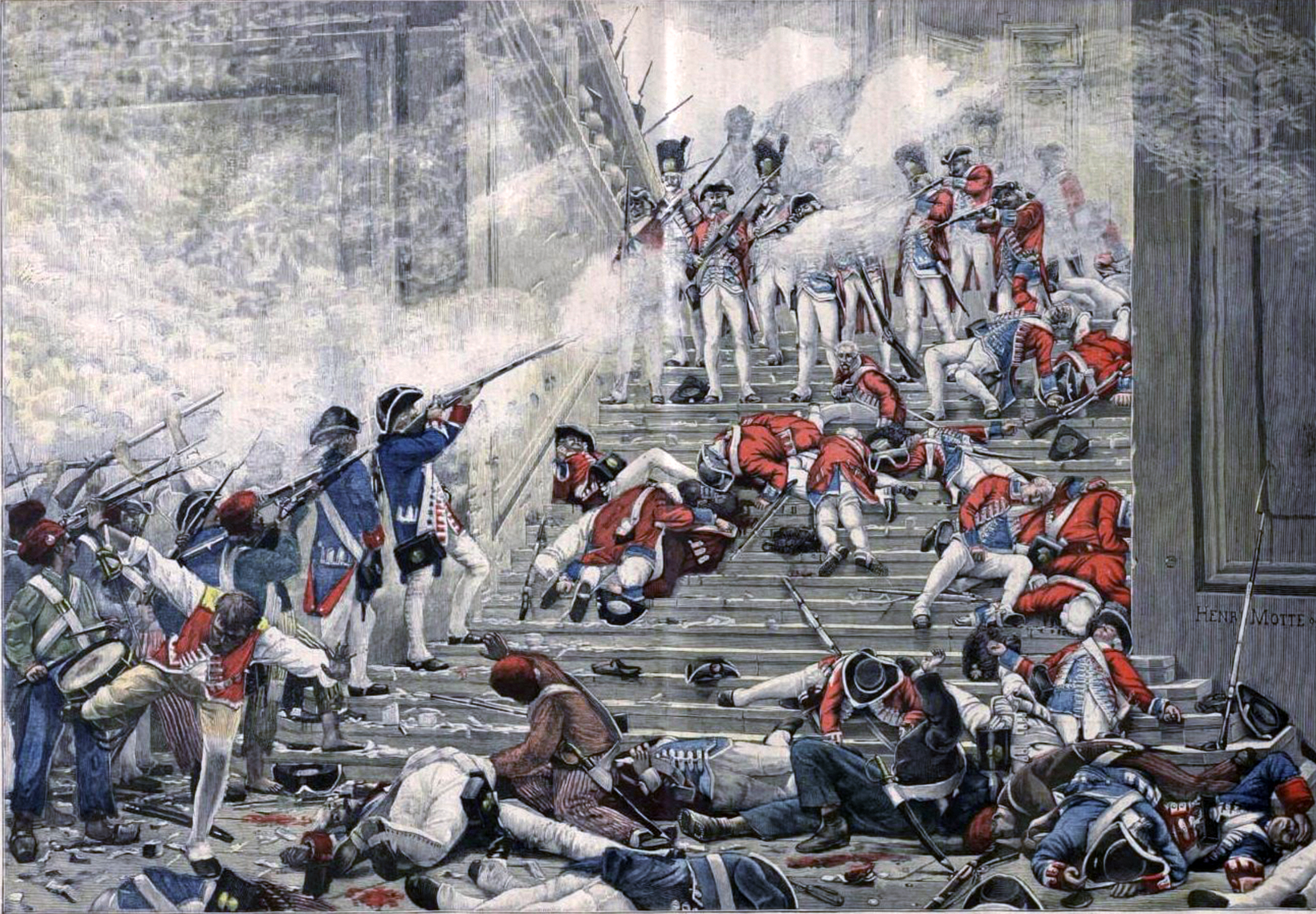
瑞士雇佣兵在杜伊勒里宫作战 (Note: 台阶下方穿蓝色制服进攻的一方是国民自卫军。)

早在十七世纪早期，一个瑞士雇佣兵团就开始为法国皇室服务。在1789年10月6日，由于王宫受到了攻击，路易十六被迫和他的家人一起从凡尔赛宫搬迁到巴黎的杜伊勒里宫。1791年6月，他和家人们尝试逃离到前线附近的城市蒙梅迪，那里的保皇派军官麾下的部队比较集中。1792年7月，普奥反法联军的指挥官发表了布伦瑞克宣言，威胁法国平民必须保证皇室的安全，否则将受到严惩。宣言不仅没有收到预期的效果，反而引发了激烈的行动。1792年8月10日，国民自卫军和来自马赛和布列塔尼的联盟派志愿军袭击了杜伊勒里宫。在皇室成员们被从杜伊勒里宫护送至国民立法议会以求庇护后，战斗一触即发。雇佣兵的弹药不足，人数上也受到压制。一张国王在战斗开始半小时之后写的纸条保存了下来，它命令雇佣兵撤退，回到他们的兵营。 雇佣兵在无法守住他们的阵地以后，才执行了这条命令。
大约760名士兵在保护杜伊勒里宫的战斗中战死或被俘后遭屠杀。另有大约两百名士兵在监狱中死于伤病或在同年9月份被屠杀。大部分的瑞士军官都遭屠杀，而直接指挥杜伊勒里宫作战的卡尔·约瑟夫少將是个例外。经过正式审判后，他在9月3日被送上了断头台。在走上断头台时，他仍然穿着雇佣兵的红色制服。除了从杜伊勒里宫生还的瑞士军人之外，还有一支约300多人的分队存活。他们在8月10日的前几天，被国王派去诺曼底护卫谷物的运输。后来，有两名幸存的瑞士军官在拿破仑手下获得高位。

## 筹措和建造

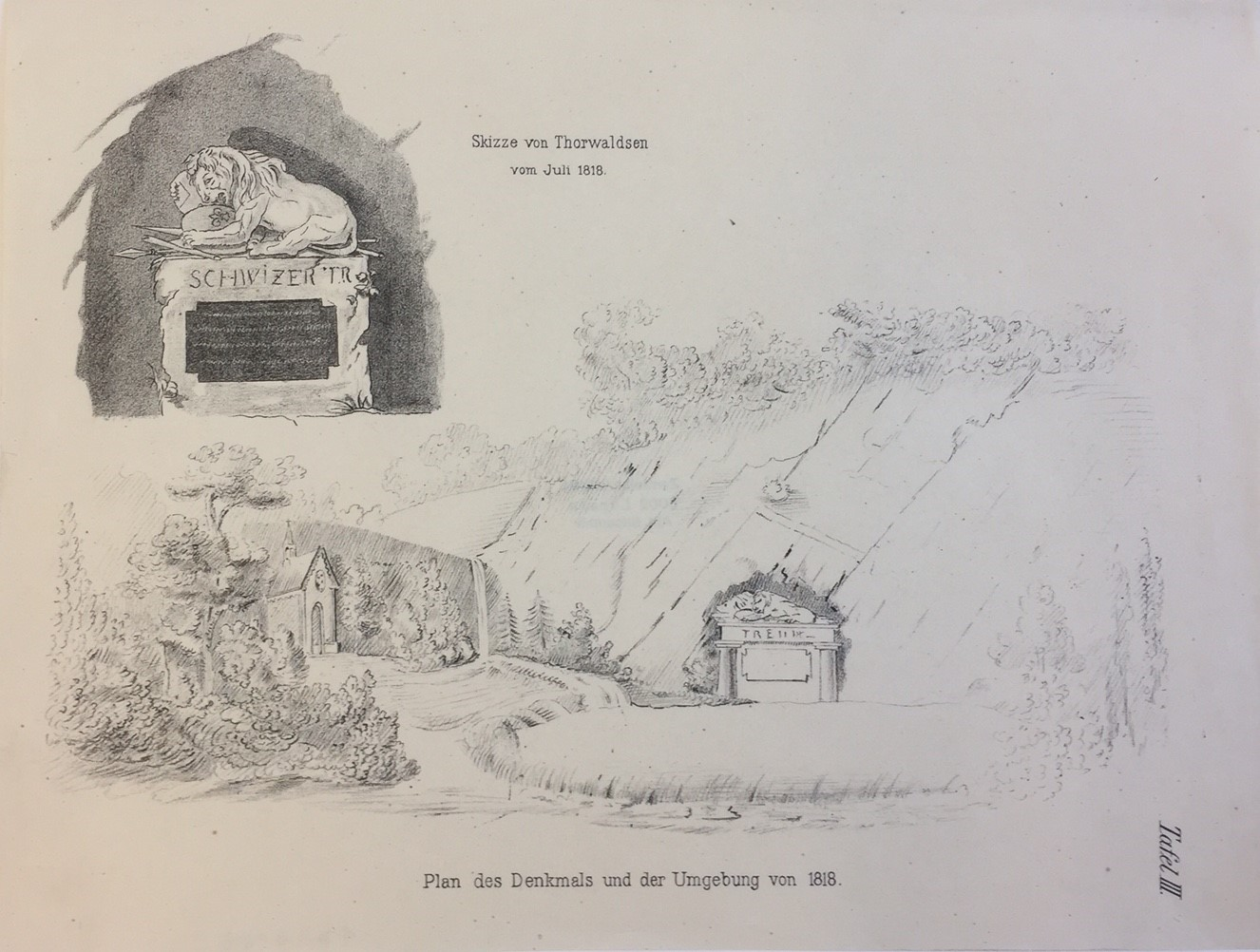
托瓦尔森在1818年绘制的草稿

一名事发时在家乡卢塞恩休假的卫队军官卡尔·普菲费尔多年间一直对于战友们的悲剧感到十分伤心，并于1818年发出了募捐的呼吁，开始筹措修建雕像需要的资金。几家欧洲皇室参与了出资。托瓦尔森在1818年7月绘制了草稿，并于1819年制作了模型。最早由一名瑞士石匠在岩壁上雕刻石像，但他在工作时不幸跌落脚手架，伤重不治。之后，来自德国康斯坦茨的石匠卢卡斯·阿霍恩（Lukas Ahorn）接手了这项工作。他从1820年3月开始雕刻石像，到1821年8月竣工，花了一年多的时间。揭幕仪式于1821年8月10日举行，参加仪式的名人有当时的丹麦王子克里斯蒂安·弗雷德里克。事后他写信给托瓦尔森，表示虽然当天下了大雨，但仪式十分成功。
当时，不是每个人都赞同给为外国君主服务的瑞士公民建造雕像，有几人甚至曾计划为表抗议把石狮子的一只爪子锯掉。

## 仿制品

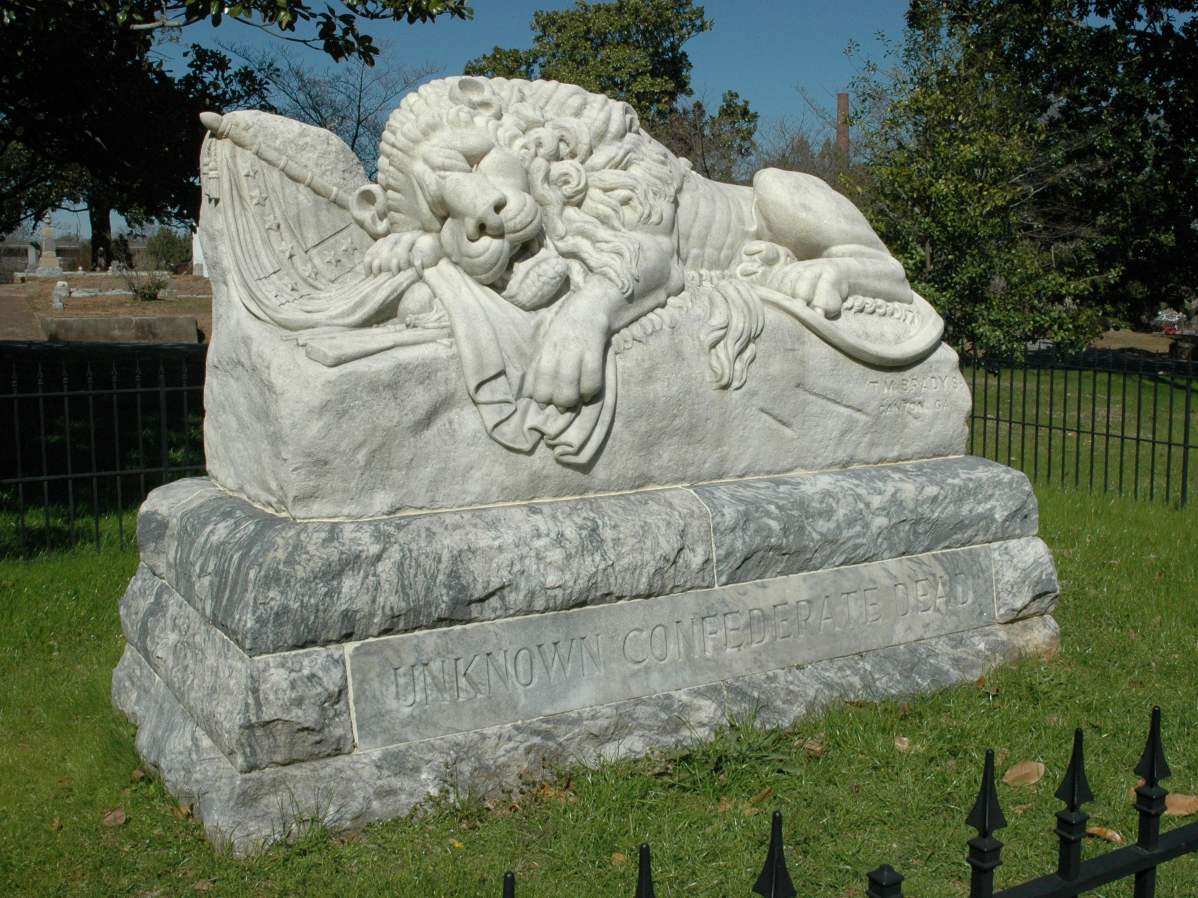
邦联的狮子

在美国佐治亚州亚特兰大的奥克兰公墓，曾摆放过这座石像的仿制品，叫做邦联的狮子。与卢塞恩的狮子不同，这只狮子在保护邦联的旗帜。雕像竖立于1894年，用来纪念在美国南北战争中丧生的士兵。由于屡遭破坏，在2021年被移走。

## 脚注
1. ↑  根据石像下方刻的文字，在这1100多人中，26名军官和大约760名士兵战死或被俘后遭屠杀，16名军官和约350名士兵生还。
2. ↑   台阶下方穿蓝色制服进攻的一方是国民自卫军。
3. ↑   在逃了约250公里后，他们在阿戈讷地区瓦雷讷被抓住并送回杜伊勒里宫。瓦雷讷距离他们的目的地约50公里。
4. ↑   他的名字位于石像下方雕刻的死亡军官名单中的第二位。
5. ↑  事件发生29周年的纪念日。
6. ↑   1839年即位，成为丹麦国王克里斯蒂安八世。